# راهدانه
راهدانه، روستایی از توابع بخش مرکزی شهرستان نقده در استان آذربایجان غربی ایران است.

## جمعیت
این روستا در دهستان بیگم‌قلعه قرار دارد و براساس سرشماری مرکز آمار ایران در سال ۱۳۸۵، جمعیت آن ۶۸۱ نفر (۱۷۷ خانوار) بوده‌است.

## تاریخ
در دوره قاجار و پهلوی اول، احمدعلی زینالی (احمد بیگ) از خاندان حیدرخان در این منطقه مالک و حاکم بوده‌است.